# Philipp Ludwig von Moltke
Freiherr Philipp Ludwig von Moltke (~ 14. Dezember 1693; † 26. Juli 1780 in Wien) war K.u.K. Wirklicher Geheimer Rat und Kämmerer sowie kaiserlicher Generalfeldmarschall. Ferner war er Inhaber des K.u.K. Infanterieregiments No. 13 und Herr zu Bissendorf und Wulften.

## Herkunft
Er entstammt der österreichischen Linie der Familie von Moltke. Seine Eltern waren der Freiherr Gustav Bernhard von Moltke (1634–1710) und dessen Ehefrau Angela Helena von Vincke zu Kilver.

## Leben
Er kämpfte als Hauptmann des Infanterie-Regiments No. 42 (Wetzel) im Feldzug in Sizilien 1718 bis 1720. Am Ende des Krieges kam er als Major in das Infanterie-Regiment No. 27 (Zum Jungen). Im April 1725 wurde er zum Oberstleutnant befördert, im April 1730 wurde er dann Oberst und Regimentskommandeur. Am 17. Juni 1730 wurde er in die Toskana zu Großherzog Giovanni Gaston Medici geschickt, um in dessen Landen ein Garnison zu errichten, allerdings vergeblich. Im November 1733 wurde er zum Generalmajor ernannt und Inhaber eines neu errichteten Regiments. Mit dem Regiment kam er im Rahmen des Polnischen Erbfolgekrieges zur Armee des Prinzen Eugen und stand 1734/1735 am Rhein. Kurz nach dem Feldzug wurde das Regiment aufgelöst. Dafür erhielt er 1737 das Regiment No. 13 (Starhemberg). Im Rahmen des 7. Türkenkrieg wurde er nach Ungarn geschickt und kämpfte 1737 bis 1739 in Siebenbürgen. Außerdem wurde er am 14. März 1739 zum Feldmarschall-Lieutenant befördert.
Am Beginn des Österreichischen Erbfolgekrieges stand er in der Steiermark. Er hatte keine regulären Truppen zur Verfügung und musste mit Milizen die Pässe nach Bayern besetzen. Anschließend sammelte er 3000 Mann, um zu den nach Bayern vordringenden Truppen zu stoßen.
Danach wurde er in die Niederlande versetzt. Er kämpfte am 11. Mai 1745 in der Schlacht bei Fontenoy gegen die Franzosen und deckte später den Rückzug der Alliierten. Am 3. Juni erhielt er vom Herzog von Cumberland ein eigenes Korps, mit dem er Gent verteidigen sollte. Bei Melle traf er am 9. Juli 1745 auf ein überlegenes französisches Heer. Nach einem Gefecht konnte die Reiterei durchbrechen, die Infanterie aber musste sich nach Aolst zurückziehen. Am 11. Juni erstürmte Graf Löwendal die Stadt, 900 Mann retteten sich in die Zitadelle, Molke entkam mit einigen Reitern über Ecluse nach Ostende. Dennoch wurde er am 5. Oktober 1745 zum Feldzeugmeister ernannt.
Nach dem Krieg kam er in den Beirat der Regierung für die Niederlande und später wieder nach Ungarn. Dort wurde er am 6. Juli 1754 zum Feldmarschall und Geheimen Rat ernannt. Er ging danach in Pension, die er in Wien verlebte, wo er am 26. Juni 1780 starb.

## Familie
Moltke heiratete 1732 Gräfin Maria Maximiliana von Trauttmannsdorff. Das Paar hatte eine Tochter:
- Maria Philippina Anna (* 23. Januar 1732; † nach 1804) ⚭ Graf Joseph Johann Nepomuk von Herberstein (* 25. Januar 1727; † 14. Dezember 1809), Sohn von Ferdinand Leopold von Herberstein

Universalerbe wurde im Jahr 1780 sein Enkel Joseph Franz Salesius Stanislaus von Herberstein (* 13. November 1757; † 31. März 1816). Dieser erbte Land, Titel und Wappen und begründete die Linie Herberstein-Moltke.